# Василевс
Василевс (грч. βασιλεύς) је била титула царева у Византијском царству од 7. века до пада византијске државе.

## Титула
Хеленизација Византијског царства, која је постепено напредовала од 4. века, дошла је у 7. веку до изражаја и у царској титулатури. Цар Ираклије (610−641) престао је да се служи компликованом латинском царском титулом и узео је народни грчки назив: василевс (грч. βασιλεύς). Први пут титула василевса званично се јавља у новели из 629. године. Ова стара грчка краљевска титула, која се дотле употребљавала за византијске цареве само незванично, заменила је старе римске царске титуле: imperator, augustus, caesar. Тако је назив василевс постао званична титула византијских владара и важио отада као стварна царска титула. Исту титулу Ираклије је дао свом сину и савладару Ираклију Новом Константину, доцније и другом сину Ираклони. Отада, па све до пада Византијског царства (1453), сви су византијски владари и савладари носили титулу василевса, док је цезарска титула изгубила свој некадашњи царски карактер.